# 왕안 (전한)
왕안(王安, ? ~ 3년)은 전한 말기의 관료로, 자는 혜공(惠公)이며 탁군 여오현(蠡吾縣) 사람이다. 승상 왕상의 아들이다.

## 생애
장락위위·광록훈·우장군을 역임하였다.
원시 연간, 안한공(安漢公)이 된 왕망은 정적들을 차례로 죽였다. 왕안은 왕망에게 죄를 받아 스스로 목숨을 끊었고, 봉국은 폐지되었다.

## 출전
- 반고, 《한서》
  - 권18 외척은택후표
  - 권19하 백관공경표 下
  - 권82 왕상사단부희전

| 전임 왕근 | 전한의 광록훈 기원전 11년 ~ 기원전 10년 | 후임 조현 |

| 전임 교망 | 전한의 우장군 기원전 3년 ~ 기원전 2년 | 후임 왕숭 |

| 선대 아버지 악창여후 왕상 | 전한의 악창후 기원전 24년 ~ 기원후 3년 | 후대 (봉국 폐지) |